# Mansplaining
Mansplaining er et pejorativ, der er sammensat af det engelske ord man og explain (forklare). Begrebet defineres som "at forklare noget til nogen, som regel en mand til en kvinde, på en måde, der betragtes som nedladende eller ringeagtende".  Ordet stammer fra engelsk, men er også begyndt at forekomme på dansk. Lily Rothman fra The Atlantic Monthly definerer det som "at forklare uden hensyntagen til det faktum, at den person, der får sagen forklaret, ved mere end den der forklarer, som oftest en mand for en kvinde"  og den feministiske forfatter og essayist Rebecca Solnit karakteriserer fænomenet som en kombination af "overdrevet selvtillid og uvidenhed". 
Begrebet har fået en vis udbredelse, men er til dels kontroversielt, såvel socialt som politisk, delvis for at begrebet specifikt udpeger mænd som gruppe.